# Tullio Voghera
Tullio Voghera, född 1879, död 1943, var en italiensk dirigent verksam som kapellmästare vid Kungliga teatern i Stockholm i perioder 1910–1922, som kormästare där 1927–1933 och som solistrepetitör från 1933.
Voghera var utbildad i Bologna för Enrico Bossi och Giuseppe Martucci och disputerade 1902 i Padua på en avhandling om Wagners estetik. Han var kapellmästare vid Metropolitan 1904–1909. Han gifte sig 1926 med sångerskan Iwa Aulin, dotter till Tor Aulin.